# العلاقات الغامبية الغيانية
العلاقات الغامبية الغيانية هي العلاقات الثنائية التي تجمع بين غامبيا وغيانا.

## مقارنة بين البلدين
هذه مقارنة عامة ومرجعية للدولتين:
| وجه المقارنة                                              | غامبيا       | غيانا        |
| --------------------------------------------------------- | ------------ | ------------ |
| المساحة (كم2)                                             | 11.30 ألف    | 214.97 ألف   |
| عدد السكان (نسمة)                                         | 2.10 مليون   | 777.86 ألف   |
| الكثافة السكانية (ن./كم²)                                 | 185.84       | 3.62         |
| العاصمة                                                   | بانجول       | جورج تاون    |
| اللغة الرسمية                                             | لغة إنجليزية | لغة إنجليزية |
| العملة                                                    | دالاسي غامبي | دولار غياني  |
| الناتج المحلي الإجمالي (بليون دولار)                      | 1.01 مليار   | 3.68 مليار   |
| الناتج المحلي الإجمالي (تعادل القوة الشرائية) بليون دولار | 3.34 مليار   | 5.77 مليار   |
| الناتج المحلي الإجمالي الاسمي للفرد دولار أمريكي          | 471          | 4.13 ألف     |
| الناتج المحلي الإجمالي للفرد دولار أمريكي                 |              |              |
| مؤشر التنمية البشرية                                      | 0.441        |              |
| رمز المكالمات الدولي                                      | +220         | +592         |
| رمز الإنترنت                                              | .gm          | .gy          |
| المنطقة الزمنية                                           | 00           | 00           |

## منظمات دولية مشتركة
يشترك البلدان في عضوية مجموعة من المنظمات الدولية، منها:
| علم المنظمة | اسم المنظمة                                 | تاريخ انضمام غامبيا | تاريخ انضمام غيانا |
| ----------- | ------------------------------------------- | ------------------- | ------------------ |
|             | مؤسسة التنمية الدولية                       | 18 أكتوبر 1967      | 4 يناير 1967       |
|             | يونسكو                                      | 1 أغسطس 1973        | 21 مارس 1967       |
|             | مؤسسة التمويل الدولية                       | 19 سبتمبر 1983      | 4 يناير 1967       |
|             | منظمة حظر الأسلحة الكيميائية                | ?                   | ?                  |
|             | الأمم المتحدة                               | 21 سبتمبر 1965      | 20 سبتمبر 1966     |
|             | الاتحاد الدولي للاتصالات                    | 27 مايو 1974        | 8 مارس 1967        |
|             | منظمة الشرطة الجنائية الدولية               | ?                   | ?                  |
|             | البنك الدولي للإنشاء والتعمير               | 18 أكتوبر 1967      | 26 سبتمبر 1966     |
|             | الاتحاد البريدي العالمي                     | ?                   | ?                  |
|             | المركز الدولي لتسوية المنازعات الاستشارية   | 26 يناير 1975       | 10 أغسطس 1969      |
|             | وكالة ضمان الاستثمار متعدد الأطراف          | 11 سبتمبر 1992      | 18 يناير 1989      |
|             | مجموعة دول أفريقيا والكاريبي والمحيط الهادئ | ?                   | ?                  |
|             | منظمة التجارة العالمية                      | ?                   | ?                  |
|             | دول الكومنولث                               | 1965                | ?                  |

## وصلات خارجية
- موقع وزارة الخارجية الغامبية
- موقع وزارة الخارجية الغيانية